# Stazione di Kikyō
La stazione di Kikyō  (桔梗駅?, Kikyō -eki) è una stazione ferroviaria sulla linea principale Hakodate, in Hokkaidō. Si trova nella città di Hakodate.

## Struttura della stazione
La stazione dispone di due binari che servono direzioni opposte.
| 1 | ■ Linea principale Hakodate | Per Hakodate    |
| 2 | ■ Linea principale Hakodate | Per Nanae, Mori |

Biglietti ferroviari per tutte le linee JR sono in vendita alla stazione, dalle 7.30 alle 16.30, festività escluse.

## Affluenza giornaliera
Nel 2008 la stazione veniva utilizzata da 330 persone al giorno.

## Stazioni adiacenti
Linea principale Hakodate:
Goryōkaku – Kikyō – Ōnakayama